# 幻坂
『幻坂』（まぼろしざか）は有栖川有栖の9つの短編小説からなる短編小説集である。2013年にメディアファクトリーより単行本が刊行され、2016年に角川文庫から文庫本が刊行されている。
2016年、「第5回 大阪ほんま本大賞」を受賞。

## 概要
本作は、大阪市の中央を南北に貫く上町台地の中で、天王寺区の西側にある「天王寺七坂」を舞台にした怪談集で、7つの坂にちなむ7編と、2編の時代物が描かれている。
大阪には長い歴史を持つにもかかわらずこの街を舞台にした怪談がないことから、作者は「ないなら自分が書いたらええ」と思い、また天王寺七坂が作者にとって最も大阪らしいと思える土地であったことから、この地を舞台に描いた怪談集が本作である。
本作のうち2篇に登場した心霊探偵・濱地健三郎は後にシリーズ化されている。

## 収録作品
（　）内は、発表された年
清水坂（きよみずざか） （2009年）
小学生だった「わたし」は毎日、遊び仲間の岳郎の3つ下の妹・比奈子と、清水坂の周辺の寺社で遊んでいた。比奈子の誕生日に山茶花の花を髪に挿してやると比奈子は大喜びだった。しかし、岳郎と比奈子は突然引っ越してしまった。ある日、清水寺の玉出の滝の前に佇んでいたわたしは、周囲に山茶花の木がないのに滝から山茶花の花弁が流れてくるのを見て胸騒ぎを覚える。その晩、わたしは岳郎から電話で比奈子の死を告げられる。
愛染坂（あいぜんざか） （2009年）
作家の慧は 愛染祭りの宵祭りに愛染坂で作家志望の久石美咲と出会う。その後、交際する2人だが、スランプ続きの慧に対し文学賞を受賞しその後も好調な美咲との間は荒れて2人は別れ、美咲は自殺する。ある日、慧は愛染堂勝鬘院の先にある大江神社の石段を上る途中で、下りてくる美咲の幽霊と行き逢う。
源聖寺坂（げんしょうじざか） （2010年）
樹は子供の頃からなぜということもなく源聖寺坂に恐れを抱いていた。樹が有名デザイナーの鵜戸美彌子が開く「観月パーティー」のために訪れた美彌子の自宅には、源聖寺坂と少年の絵が飾られていた。深夜、霊感の強い宿泊客が少年の霊を見かけて悲鳴を上げる。心霊探偵・濱地健三郎登場。
口縄坂（くちなわざか） （2010年）
友人の里緒と訪れた口縄坂で白い猫を見かけた女子高生の美季は、その夜から金縛りに遭い、猫の舌のようなものに体を舐め回されるようになる。美季が猫に取り憑かれたのかも知れないと言うと、里緒に口縄坂に連れて行かれ、美季につきまとう雄猫に見せつけるためだと言ってキスをされる。翌日、学校を休んだ里緒から、昨夜、目に見えない猫の爪のようなものに顔をひっかかれたとメールが入る。
真言坂（しんごんざか） （2011年）
「わたし」は9年前にわたしのストーカーに殺された、兄のように慕う「あなた」と真言坂を上り北門から入って生國魂神社で時々会っている。そして、互いにあなたの死を確かめる言葉を避けるように、とりとめのない会話を続けてきた。ある日、わたしはある目的であなたに会うために真言坂を上る。
天神坂（てんじんざか） （2011年）
安居神社へ通じる天神坂を下りる途中の右手の路地にある割烹を、心霊探偵・濱地健三郎が若い女を連れて訪れる。そこで料理を口にした女は食べられたことに驚く。女は幽霊だった。
逢坂（おうさか） （2012年）
誰かを大切に想い、また誰かに大切に想われた人たちの霊が視える駿介は、8年前にひとみに出会い、その後同じ劇団に通う途中、しばしば一心寺の北側の逢坂の上で一緒になり肩を並べて歩いた。しかし、ひとみは8か月前に交通事故で死んでしまった。そして今、四天王寺の聖霊会で舞い踊る俊徳丸の役作りに四苦八苦する駿介は、ひとみだけが視えないことに苦しんでいた。
枯野（かれの） （2012年）
元禄7年9月、不仲となった門弟の之道と洒堂の仲裁のため、次郎兵衛を連れて大坂入りした松尾芭蕉は、清水寺の舞台から浪華の町を一望していたところ、やがて自分が旅立つ野辺、枯野の幻を見る。その後、芭蕉は道中で何度も見かけた旅姿の「影」に幾度も出会い怯える。やがて、その影は自分自身だと知り、おのれの死期が近づいていることを悟る。
夕陽庵（せきようあん） （2013年）
建長8年春、式部省の散位寮で分番を務める従七位下のさる男が、熊野詣のため難波入りし、四天王寺を参拝後、大江神社の杜のあたりの見晴らしの良い崖の先の庵を訪れる。そこは亡き藤原家隆がかつて住んでいた「夕陽庵」で、男の目的地であった。男は庵の世話をする老爺から生前の家隆のたたずまいや往生の様子を語り聞く。さらに老爺は、家隆の死後、数人の者が空き家となったはずの草庵で家隆の姿を見かけたと語る。

## ラジオ放送
NHK-FM放送のラジオドラマ『青春アドベンチャー』にて、2014年3月3日（月） - 3月7日（金）と3月10日（月） - 3月14日（金）に全10回放送。「夕陽庵」のみ放送されなかった。
1. 「清水坂」
2. 「愛染坂」
3. 「源聖寺坂」
4. 「逢坂」前編
5. 「逢坂」後編
6. 「口縄坂」
7. 「真言坂」
8. 「天神坂」
9. 「枯野」前編
10. 「枯野」後編

### 出演
- 山野史人
- 大路恵美
- 堀内正美
- 川本美由紀
- 屋島昂太
- 古城戸雄多
- 本郷
- 瀬尾真優
- 内山絢貴
- 上田康人
- 湯浅崇